# دونگداسان (گنگ وون)
دونگداسان (به لاتین: Dongdaesan) یک کوه در کره جنوبی است که در کره جنوبی واقع شده‌است. دونگداسان ۱٬۴۳۳٫۵ متر بالاتر از سطح دریا واقع شده‌است.